# デスパシート
「デスパシート」（西: Despacito）は、プエルトリコの歌手 ルイス・フォンシ & ダディー・ヤンキーが2017年1月にリリースしたシングルである。
タイトルの「デスパシート」(despacito)はスペイン語で「ゆっくりと」の意味で、歌詞の内容は官能的である。

## 製作
2015年終わり頃にルイス・フォンシがErika Enderと共に作詞した。
ジャスティン・ビーバーがフィーチャーされリミックスで参加したバージョンでは一部英詞が採用されている。
世界各国の言語でカバーされており、日本語版はTEEが自身の訳詞で（2017年9月発売のアルバム『MASTERPIECE 〜THE WORLD BEST COVERS〜』収録）、Beverlyがカミカオルの訳詞で（2017年11月に音楽配信で発売、2018年2月発売のCDシングル「A New Day」収録）カバーしている。

## 反響
YouTubeに投稿されたミュージック・ビデオは、2017年8月4日、投稿からわずか8か月でそれまで再生回数1位だったウィズ・カリファの「シー・ユー・アゲイン」の再生回数を突破し、最もYouTubeで再生された動画となった。その後、同月には30億回、10月には40億回、2018年4月には50億回、2019年2月には60億回、2020年10月には70億回を突破した。同年11月2日に再生数1位の座をピンクフォンの「ベイビー・シャーク」英語版に明け渡したが、2022年11月には再生回数80億回を突破している。
全米ビルボードチャートでは、スペイン語楽曲としては1996年のロス・デル・リオの「恋のマカレナ」以来21年ぶりのHot 100チャート1位を記録。その後16週連続でHot 100チャート1位となり、マライア・キャリー&ボーイズIIメンの「ワン・スウィート・デイ」に並ぶ、歴代最長タイ記録となった。この記録は2019年にリル・ナズ・X「オールド・タウン・ロード」が17週連続でHot 100チャート1位となり、破られた。